# جون جي. فيتزجيرالد
جون جي. فيتزجيرالد هو محامي وقاضي وسياسي أمريكي، ولد في 10 مارس 1872 في بروكلين في الولايات المتحدة، وتوفي بنفس المكان في 13 مايو 1952. نشط حزبياً في الحزب الديمقراطي. وقد انتخب عضو مجلس النواب الأمريكي ‏.